# 国恒铁路
天津国恒铁路控股股份有限公司（深交所除牌前：000594，简称：国恒退）是一间曾在中国深圳证券交易所上市的公司，主营业务范围为能源、材料和机械电子设备批发业。
2011年，该公司主营业务收入为1484826921.28元，公司净利润为-18584360.43元，公司总资产为4425272549.20元。
深圳证券交易所决定公司终止上市，2015年7月13日摘牌。